# Buddha Air

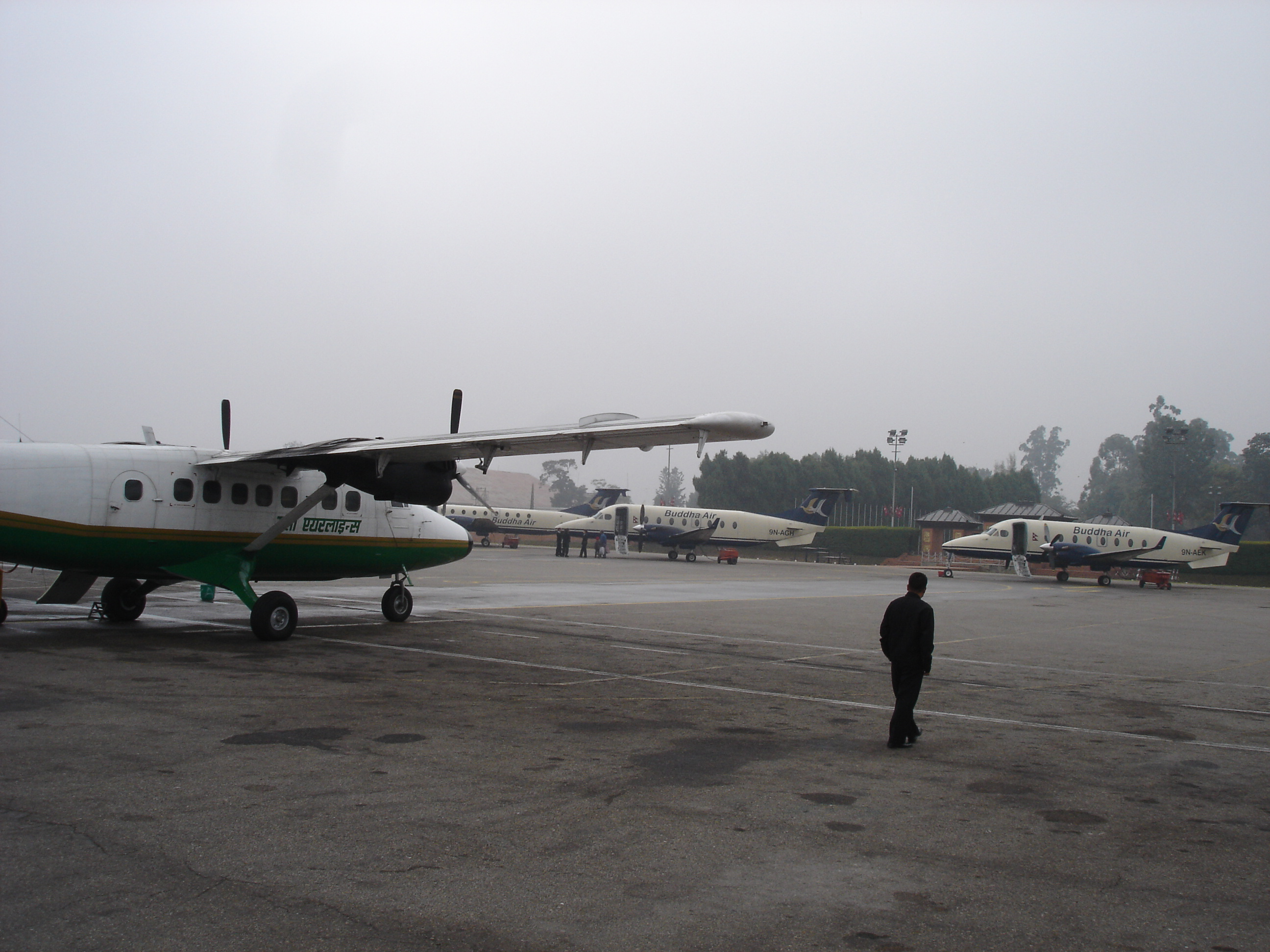
Tribhuvan International Airport, med några Buddha Air-flygplan i bakgrunden. Kathmandu, Nepal.

Buddha Air är ett flygbolag i Katmandu, Nepal som tillhandahåller inrikesresor inom landet och länkar på så sätt samman Katmandu med nio andra nepalesiska städer. Bolaget grundades 1997 och den största flygplatsen är Tribhuvan International Airport, Katmandu.